# 시미즈 나오유키
시미즈 나오유키(일본어: 清水 直行, 1975년 11월 24일 ~ )는 일본의 전직 프로 야구 선수이다. 현재 일본 프로 야구 지바 롯데 마린스 1군 투수코치를 맡고 있다.

## 인물

### 프로 입단 전
니혼 대학을 졸업하고 사회인 야구팀인 도시바 후추에 입사, 1998년 도시 대항 야구 대회 및 사회인 야구 일본 선수권에 출전했지만 등판할 기회가 없었다. 이듬해 1999년 도시 대항 야구 대회의 2차전에 선발 등판했지만 만루 홈런을 허용하는 등 기대 이하의 결과를 내놓았다. 이 경기를 마지막으로 활동 정지된 도시바 후추 야구부의 마지막 패전 투수가 되었다.
1999년의 프로 야구 드래프트에서는 지바 롯데 마린스를 역지명하여 2순위로 입단했다.

### 지바 롯데 시절

#### 2000년 ~ 2001년
4월 1일의 후쿠오카 다이에 호크스전에서 첫 등판을 했고 5월 4일의 오사카 긴테쓰 버펄로스전에서 첫 선발 등판함과 동시에 첫 승리를 거두었다. 그 후에는 중간 계투로 기용되었다.

#### 2002년
구로키 도모히로, 오노 신고가 부상으로 이탈하자 나단 민치도 개막 이후부터 부진에 빠지는 등 팀도 개막 이후부터 11연패에 빠지는 위기 상황 속에 선발 투수로 전향하였고, 프로 야구 최악의 기록이 되는 개막 12연패를 끊었다. 그 후 선발 로테이션에 들어간다.

#### 2003년
그 해에 처음으로 올스타전에 출전했고, 지바 마린 스타디움에서의 2경기째 선발 등판을 했지만 모두 패전 투수가 되었다. 퍼시픽 리그에서 유일한 200이닝을 등판했다.

#### 2004년
본인으로서는 처음으로 개막전 투수를 맡아 세이부 라이온스의 마쓰자카 다이스케와의 투수전 끝에 승리했고 아테네 올림픽 일본 국가 대표팀 선수로 발탁되어 그리스전에 선발 등판해 승리 투수가 되었다.

#### 2005년
개막전인 도호쿠 라쿠텐 골든이글스전에 등판했지만 패전 투수가 되면서 라쿠텐 구단 창설 첫 경기에서의 승리를 헌납했다. 그 해의 평균자책점은 지바 롯데의 선발 로테이션 투수 중에 가장 나쁜 성적을 기록했는데 플레이오프와 일본 시리즈에서는 훌륭한 피칭으로 승리 투수가 되었다. 시즌에서는 팀이 4점 이상 타선의 지원을 받은 경기는 10승 0패, 타선의 지원을 받지 못한 4점 미만이었던 경기가 0승 11패라는 극단적인 성적을 기록했다.

#### 2006년
2006년 월드 베이스볼 클래식 일본 대표팀 선수로 발탁되면서 아시아 예선인 중화인민공화국전에 등판하여 세이브를 올렸고 본선 경기인 미국전에서는 데릭 리에게 동점 홈런을 허용했다. 9월 2일의 오릭스 버펄로스전(교세라 돔 오사카)의 3회에 카림 가르시아를 헛스윙 삼진으로 처리하여 투구 이닝 1000이닝을 달성했다. 시즌 최종전인 10월 1일 라쿠텐전에 등판, 1실점 완투 승리를 따내며 5년 연속 두 자릿수 승리 기록을 달성했는데 두 자릿수 승리에서의 한 자릿수 패전(10승 8패) 기록은 처음이었다.

#### 2007년
통산 3번째의 개막전 투수를 맡았지만 4실점을 기록하면서 6회 도중에 강판되었다. 그 후에도 불안정한 투구가 계속되면서 1년간 선발 로테이션을 지켰지만 6승에 그쳤고 시즌 연속 두 자릿수 승리는 멈추었다. 특히 그 해에 우승한 홋카이도 닛폰햄 파이터스와의 전적에서 0승 4패라는 저조한 성적을 남겼다.

#### 2008년
스프링 캠프 직전인 1월 17일에 부인이 심부전으로 사망하는 불행한 일이 있었지만 개막 이후부터 거의 1년 동안 선발 로테이션을 지키는 등 13승을 올렸다. 9월 15일의 후쿠오카 소프트뱅크 호크스전에서는 9회초 동점인 상황에 2002년 6월 이후의 구원 등판하면서 1이닝 무실점으로 호투해 그 후 팀이 끝내기 승리를 거두어 7년 만에 구원승을 따냈다.

#### 2009년
개막 이후부터 부진이 계속되면서 6승에 머물렀고 11월 9일에는 나스노 다쿠미, 사이토 도시오와의 맞트레이드로 요코하마 베이스타스에 이적했다. 2년째의 연봉 2억 8,000만 엔은 요코하마가 지급하게 되었다. 등번호는 입단 이후부터 착용하고 있던 18번을 에이스인 미우라 다이스케가 착용하고 있기 때문에 같은 시기 홋카이도 닛폰햄 파이터스에 트레이드로 이적한 가토 다케하루가 착용했던 17번을 달게 되었다.

### 요코하마·DeNA 시절

#### 2010년
6월 20일의 한신 타이거스전에서 통산 100승을 달성했고 팀의 에이스인 미우라의 부진도 있어 요코하마 투수진의 중심으로 활약해 시즌 10승을 기록하면서 2년 만에 두 자릿수 승리를 달성했다. 그러나 갑작스런 부진으로 11패를 당하면서 평균 자책점도 5.40을 기록하는 등 작년보다 크게 나빠졌다. 게다가 리그 최다인 26개의 피홈런이 나오면서 암울한 시즌을 보내야만 했다.

#### 2011년
시즌 개막을 앞두고 오른쪽 무릎 부상으로 선발 엔트리에서 제외되었고 4월에는 1경기에만 등판한 이후에 등록이 말소되는 등 전반기를 헛되게 보냈다. 7월에는 1군에 복귀했지만 8월 24일에 다시 오른쪽 무릎 부상이 재발하면서 등록이 말소돼 시즌 중에 복귀하지 못했고 결국 7경기에만 등판하면서 그대로 시즌을 마쳤다. 2001년 이후 10년 만에 규정 투구 이닝을 채우지 못했다.
시즌 종료 후에는 2010년에 마쓰나카 노부히코(소프트뱅크)에 이어 당시 프로 야구 사상 최대 감봉액수가 되는 2억 엔이 감소된 5,000만 엔으로 갱신했다

#### 2012년
고질적인 무릎 부상의 영향으로 인해 한 경기도 등판하지 못했고 9월 18일에 구단으로부터 방출 통보를 받아 팀을 떠났다. 시즌 종료 후에는 자유 계약 선수가 되었다.

## 은퇴 후
2012년 은퇴 이후 2017년 10월 27일에 일본 프로 야구 지바 롯데 마린스의 1군 투수 코치를 맡고 있다.

## 플레이 스타일
주무기는 최고 구속 150 km/h를 넘는 스트레이트, 140 km/h미만으로 구부러지는 고속 슬라이더, 스플릿핑거드 패스트볼 등의 3종이다. 특히 스플릿은 지바 마린 스타디움의 구장 특유의 바닷바람에 의해 마구라고 할 수 있는 낙차를 보이기도 한다. 또 별로 던지지는 않지만 체인지업과 커브 등 갖고 있는 구종은 많다. 소위 본격파이지만 탈삼진은 그다지 많지는 않았고 맞혀서 잡는 투구도 할 수 있는 높은 수준으로 정리된 투구 스타일이다.

## 상세 정보

### 출신 학교
- 호토쿠가쿠엔 고등학교
- 니혼 대학

### 선수 경력
사회인 시대
- 도시바 후추
- 도시바

프로팀 경력
- 지바 롯데 마린스(2000년 ~ 2009년)
- 요코하마 베이스타스·요코하마 DeNA 베이스타스(2010년 ~ 2012년)

지도자 경력
- 지바 롯데 마린스 1군 투수 코치(2017년 ~ )

국가 대표 경력
- 아테네 올림픽 일본 국가대표팀(2004년)
- 월드 베이스볼 클래식 일본 국가대표팀(2006년)

### 수상·타이틀 경력

#### 수상
- 월간 MVP : 1회(2003년 9월)
- 지바시 시민 영예상(2006년)

#### 국제 대회
- 아테네 올림픽 동메달(2004년)

### 개인 기록

#### 투수 기록
- 첫 등판 : 2000년 4월 1일, 대 후쿠오카 다이에 호크스 1차전(후쿠오카 돔), 8회말 1사에 4번째 투수로서 구원 등판·마무리, 2/3이닝 무실점
- 첫 탈삼진 : 상동, 8회말에 야나기타 시카토로부터
- 첫 선발·첫 승리 : 2000년 5월 4일, 대 오사카 긴테쓰 버펄로스 6차전(지바 마린 스타디움), 6과 2/3이닝 1실점
- 첫 완투 승리 : 2000년 7월 11일, 대 오사카 긴테쓰 버펄로스 15차전(오사카 돔), 9이닝 4실점
- 첫 완봉 승리 : 2002년 5월 13일, 대 닛폰햄 파이터스 6차전(지바 마린 스타디움)

#### 타격 기록
- 첫 안타 : 2007년 6월 8일, 대 요코하마 베이스타스 3차전(요코하마 스타디움), 4회초에 다카미야 가즈야로부터 우전 안타
- 첫 타점 : 2010년 4월 29일, 대 히로시마 도요 카프 6차전(MAZDA Zoom-Zoom 스타디움 히로시마), 4회초에 에릭 스털츠로부터 좌월 2점 적시 2루타

#### 기록 달성 경력
- 통산 1000투구 이닝 : 2006년 9월 2일, 대 오릭스 버펄로스 17차전(오사카 돔), 3회말 1사에 카림 가르시아를 삼진으로 잡아 달성 ※역대 315번째
- 통산 1000탈삼진 : 2009년 7월 21일, 대 홋카이도 닛폰햄 파이터스 13차전(삿포로 돔), 4회말에 다나카 겐스케로부터 ※역대 123번째
- 통산 1500투구 이닝 : 2010년 4월 11일, 대 히로시마 도요 카프 3차전(요코하마 스타디움), 2회초 2사에 제프 피오렌티노를 2루 땅볼로 달성 ※역대 162번째
- 통산 100승 : 2010년 6월 20일, 대 한신 타이거스 7차전(요코하마 스타디움), 선발 등판으로 5와 1/3이닝 3실점 ※역대 126번째

#### 기타
- 올스타전 출장 : 2회(2003년, 2005년)[2]

### 등번호
- 18(2000년 ~ 2009년)
- 17(2010년 ~ 2012년)
- 81(2017년 ~ )

### 연도별 투수 성적
| 연 도       | 소 속       | 등 판 | 선 발 | 완 투 | 완 봉 | 무 4 구 | 승 리 | 패 전 | 세 이 브 | 홀 드 | 승 률 | 타 자 | 이 닝  | 피 안 타 | 피 홈 런 | 볼 넷 | 고 4 | 몸 맞 | 탈 삼 진 | 폭 투 | 보 크 | 실 점 | 자 책 점 | 평 자 책 | W H I P |
| ----------- | ----------- | ----- | ----- | ----- | ----- | ------- | ----- | ----- | -------- | ----- | ----- | ----- | ------ | -------- | -------- | ----- | ---- | ----- | -------- | ----- | ----- | ----- | -------- | -------- | ------- |
| 2000년      | 지바 롯데   | 27    | 16    | 1     | 0     | 0       | 3     | 6     | 0        | --    | .333  | 475   | 100.0  | 110      | 9        | 66    | 1    | 2     | 69       | 13    | 0     | 77    | 68       | 6.12     | 1.76    |
| 2001년      | 지바 롯데   | 31    | 0     | 0     | 0     | 0       | 6     | 2     | 0        | --    | .750  | 191   | 43.1   | 43       | 6        | 20    | 1    | 2     | 30       | 0     | 0     | 20    | 18       | 3.74     | 1.45    |
| 2002년      | 지바 롯데   | 31    | 29    | 2     | 1     | 0       | 14    | 11    | 0        | --    | .560  | 768   | 177.2  | 197      | 28       | 57    | 0    | 3     | 124      | 4     | 1     | 91    | 90       | 4.56     | 1.43    |
| 2003년      | 지바 롯데   | 28    | 28    | 5     | 1     | 0       | 15    | 10    | 0        | --    | .600  | 850   | 204.1  | 200      | 14       | 53    | 0    | 6     | 147      | 9     | 0     | 86    | 71       | 3.13     | 1.24    |
| 2004년      | 지바 롯데   | 23    | 23    | 5     | 2     | 1       | 10    | 11    | 0        | --    | .476  | 699   | 169.1  | 160      | 21       | 42    | 2    | 4     | 126      | 2     | 0     | 73    | 64       | 3.40     | 1.19    |
| 2005년      | 지바 롯데   | 23    | 23    | 7     | 1     | 2       | 10    | 11    | 0        | 0     | .476  | 687   | 164.1  | 170      | 27       | 37    | 1    | 5     | 99       | 4     | 0     | 77    | 70       | 3.83     | 1.26    |
| 2006년      | 지바 롯데   | 25    | 25    | 6     | 1     | 1       | 10    | 8     | 0        | 0     | .556  | 718   | 171.0  | 178      | 9        | 36    | 1    | 6     | 137      | 2     | 0     | 74    | 65       | 3.42     | 1.25    |
| 2007년      | 지바 롯데   | 25    | 25    | 3     | 1     | 0       | 6     | 10    | 0        | 0     | .375  | 657   | 145.0  | 189      | 15       | 39    | 4    | 6     | 101      | 1     | 0     | 86    | 77       | 4.78     | 1.57    |
| 2008년      | 지바 롯데   | 25    | 24    | 7     | 2     | 2       | 13    | 9     | 0        | 0     | .591  | 679   | 165.2  | 151      | 13       | 41    | 3    | 1     | 108      | 4     | 0     | 81    | 69       | 3.75     | 1.16    |
| 2009년      | 지바 롯데   | 23    | 22    | 2     | 0     | 0       | 6     | 7     | 0        | 0     | .462  | 638   | 144.2  | 177      | 14       | 42    | 0    | 1     | 88       | 5     | 0     | 75    | 71       | 4.42     | 1.51    |
| 2010년      | 요코하마    | 26    | 26    | 1     | 1     | 0       | 10    | 11    | 0        | 0     | .476  | 699   | 155.0  | 203      | 26       | 39    | 1    | 8     | 105      | 1     | 0     | 98    | 93       | 5.40     | 1.56    |
| 2011년      | 요코하마    | 7     | 7     | 0     | 0     | 0       | 2     | 4     | 0        | 0     | .333  | 172   | 37.0   | 47       | 4        | 14    | 0    | 1     | 20       | 1     | 0     | 23    | 19       | 4.62     | 1.65    |
| 통산 : 12년 | 통산 : 12년 | 294   | 248   | 39    | 10    | 6       | 105   | 100   | 0        | 0     | .512  | 7233  | 1677.1 | 1825     | 186      | 486   | 14   | 45    | 1154     | 46    | 1     | 861   | 775      | 4.16     | 1.38    |

- 2011년 기준, 굵은 글씨는 시즌 최고 성적.